# Karl Pisec

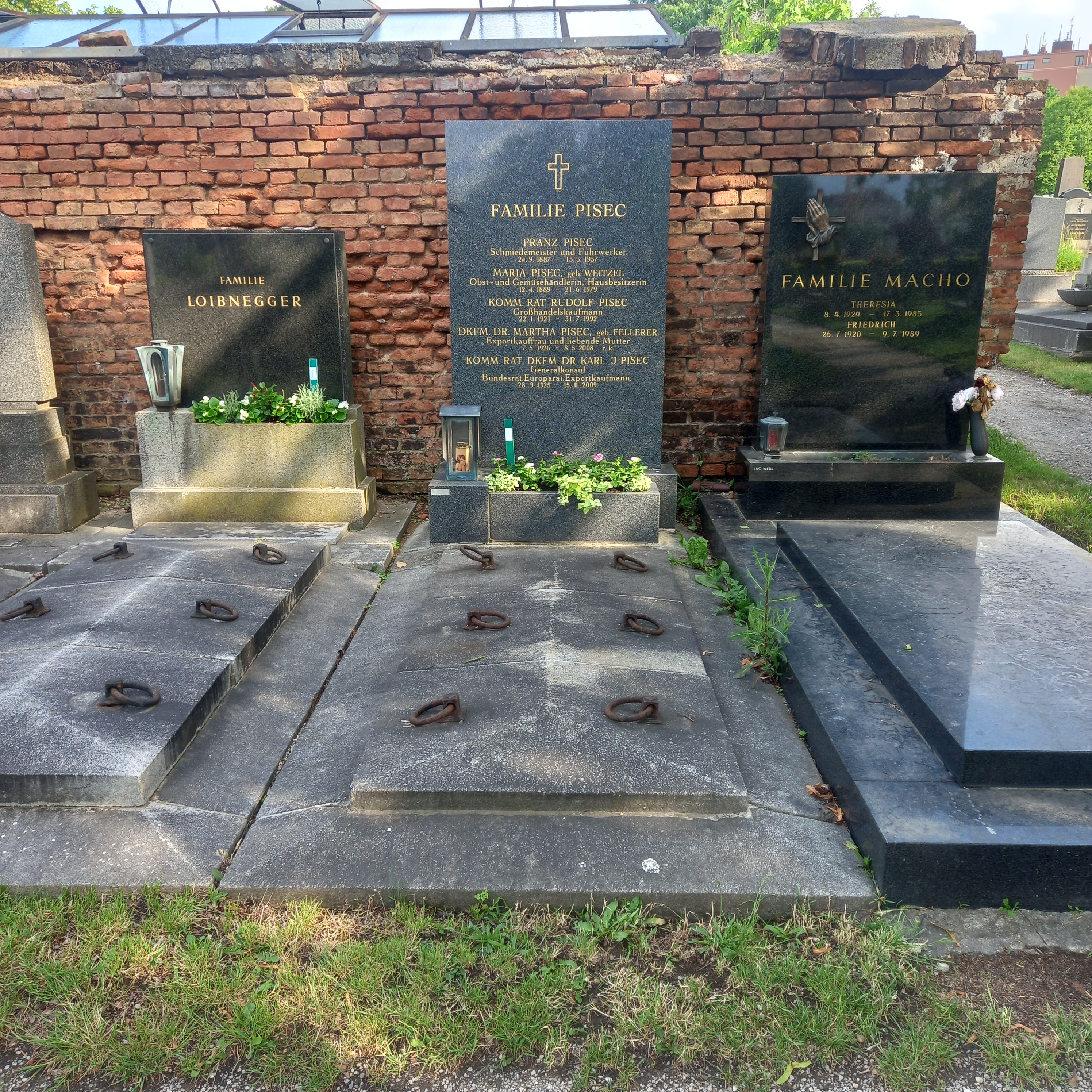
Das Grab von Karl Pisec im Familiengrab auf dem Matzleinsdorfer Evangelischen Friedhof in Wien

Karl Pisec (* 28. September 1925 in Wien; † 15. November 2009 in Tulln an der Donau) war ein österreichischer Politiker der Österreichischen Volkspartei (ÖVP).

## Ausbildung und Beruf
Nach dem Besuch des Realgymnasiums Tulln studierte er an der Hochschule für Welthandel in Wien. Er promovierte im Jahr 1950. Danach besuchte er einen Lehrgang für Internationale Studien an der Universität. Er arbeitete als selbständiger Exportkaufmann.
- 1950: Gründung des protokollierten Einzelunternehmens Dr. Karl J. Pisec Export-Import-Transit und Warengroßhandel
- 1975: Kommerzialrat
- 1979: Honorarkonsul
- 1983: Generalkonsul der Republik der Seychellen für Österreich

## Politische Funktionen
- 1964: Funktionär in der Sozialversicherungsanstalt der gewerblichen Wirtschaft
- 1965: Kammerrat der Sektion Handel und Vorsitzender des handelspolitischen Ausschusses der Kammer der gewerblichen Wirtschaft für Wien
- 1969: Vizepräsident des Evidenzbüros für Außenhandel
- 1970: Vizepräsident des Ausschusses für Handelspolitik der Bundeskammer der gewerblichen Wirtschaft
- 1977: Vizepräsident des Hilfswerkes der Lazariter in Österreich
- 1982: Präsident des Evidenzbüros für Außenhandel
- 1986: Mitglied der österreichischen Delegation zur Parlamentarischen Versammlung des Europarates

## Politische Mandate
- 2. Dezember 1975 bis 7. November 1988: Mitglied des Bundesrates (XIV., XV., XVI. und XVII. Gesetzgebungsperiode), ÖVP